# Nick & Simon
Nick & Simon, est un groupe de musique néerlandais composé de Simon Keizer, né le 16 mai 1984 et de Nick Schilder, né le 6 novembre 1983, tous deux originaires de Volendam. Ils constituent un des jurés du télécrochet The Voice of Holland.

## Discographie

### Albums
| Year | Album        | Chart positions | Dutch certification (sales) |
| Year | Album        | Pays-Bas        | Dutch certification (sales) |
| ---- | ------------ | --------------- | --------------------------- |
| 2006 | Nick & Simon | 6               | 2x Platinum                 |
| 2007 | Vandaag      | 1               | 4x Platinum                 |
| 2009 | Luister      | 1               | 2x Platinum                 |
| 2010 | Fier         | 1               | 2x Platinum                 |

### Singles
| Year | Single                      | Chart positions | Album        | Notes                     |
| Year | Single                      | Pays-Bas        | Album        | Notes                     |
| ---- | --------------------------- | --------------- | ------------ | ------------------------- |
| 2006 | "Steeds weer"               | 4               | Nick & Simon | -                         |
| 2006 | "Verloren"                  | -               | Nick & Simon | -                         |
| 2006 | "Vaarwel verleden"          | 21              | Nick & Simon | -                         |
| 2007 | "Herwinnen"                 | 21              | Nick & Simon | -                         |
| 2007 | "Kijk omhoog"               | 6               | Vandaag      | -                         |
| 2007 | "Pak maar m'n hand"         | 12              | Vandaag      | -                         |
| 2008 | "Rosanne"                   | 4               | Vandaag      | -                         |
| 2008 | "Hoe lang ?"                | 3               | Vandaag      | -                         |
| 2009 | "Vallende sterren"          | 19              | Luister      | -                         |
| 2009 | "De dag dat alles beter is" | 28              | Luister      | -                         |
| 2009 | "Lippen op de mijne"        | 13              | Luister      | -                         |
| 2009 | "Het masker"                | 8               | Luister      | -                         |
| 2010 | "Een nieuwe dag"            | 26              | Fier         | -                         |
| 2010 | "Vlinders"                  | 22              | Fier         | -                         |
| 2011 | "Wijzer (dan je was)"       | 27              | Fier         | -                         |
| 2011 | "Een zomer lang"            | 2               | Fier         | -                         |
| 2011 | "One Thousand Voices"       | 1               | -            | Pour The Voice of Holland |